# Argenboot
Das Argenboot war ein kleiner norddeutscher Küstenruderbootstyp.

## Nutzung
Der Bootstyp wurde in der Fischerei an der ostfriesischen Wattenküste zum Leeren der Argen verwendet, von denen es auch seinen Namen erhielt.

## Bauweise
Die offenen, kastenförmig aus Brettern gebauten hölzernen Fischerboote sind etwa fünf Meter lang und zwei Meter breit und besitzen keinen Wetterschutz. Die nicht seegängigen Boote mit flachem Boden, deren Steven nur aus einem leicht nach vorne geneigten Querbrett bestand, besaßen keine Verjüngung zur Bootsmitte. Der steile Steven war nur geringfügig höher als das Heck, an dem mittig eine Dolle angebracht war. Argenboote wurden mit einem Riemen zum Ende der Arge gewriggt und nach dem Füllen mit dem gefangenen Fisch durchs Watt watend zum Kutter zurückgezogen.